# 秋山恵
秋山 恵（あきやま けい、1976年12月15日 - ）は、日本の女子プロレスラー。身長166cm、体重57kg、血液型はO型。群馬県出身。JDスター女子プロレスに所属していた。
女優とプロレスラーの両方を兼ね備えた「アストレス」の3期生。

## 経歴・戦歴
2002年
- 12月29日の後楽園ホール大会でのデビュー戦が決まっていたが、数日前の練習で後頭部を打ちデビューが延期となる。

2003年
- 9月11日の後楽園ホール大会において、対ザ・ブラディー戦で念願のデビュー。ファング鈴木の乱入でブラディーがダメージを負った事が幸いし、フロントネックロックで勝利を収める。

2005年
- 8月28日の新木場1stRING大会で、ファング鈴木相手にアストレス卒業試合を行う。

2006年 -　現在
- 『覆面MANIA』に参戦中。近年ではよく似た覆面レスラーのバンクーバー・キャットが現れるほか、秋山名義でも覆面を被って試合をしている。

## 得意技
- フロント・ネックロック
- オータムクラッチ
- オータムスカイクラッチ
- ワキ固め
- レインボーブリッジ

相手の腕を交差させて持って、ジャックナイフ固めでフォールする。クロスアーム式ジャックナイフ固め。

## 入場テーマ曲
- 「FAINT」（リンキン・パーク）

## 出演したテレビ番組
- NHK教育「天才てれびくんMAX」（2004年度ドラマレギュラー）
- Se-女!2（テレビ東京系）
- 時々迷々
  - 最後のウソ（2010年、NHK教育）
  - 戦え！最強お父さん(2011年、NHK教育)

## 出版物
- 写真集『格闘XTC』（2004年8月27日、ぶんか社）
- DVD『格闘XTC』（2004年8月27日、ぶんか社）
- DVD Silky Collection（2005年1月25日、イーネットフロンティア）